# 天成地平节
天成地平节，简称地平节，是至德二年至寶應十四年间（756年—762年）庆祝唐肃宗李亨诞辰的节日，在每年农历九月三日。中国皇帝诞辰定位国家节日始于唐玄宗定千秋节（後改称天长节），安史之乱後唐玄宗让位于唐肃宗，唐肃宗便仿玄宗，也将生日定为节日，称天成地平节。玄宗为太上皇，所以天长节与天成地平节共存过一段时间，直至上元元年玄宗病逝。
「天成地平」出自《左传·僖公二十四年》引用《夏書》中的「地平天成」一語，意为万事安妥，天下太平。